# Cymbilaimus sanctaemariae
Az Cymbilaimus sanctaemariae a madarak osztályának verébalakúak (Passeriformes) rendjébe és a hangyászmadárfélék (Thamnophilidae) családjába tartozó faj.

## Rendszerezése
A fajt Nils Carl Gustaf Fersen Gyldenstolpe svéd zoológus írta le 1941-ben.

## Előfordulása
Bolívia, Brazília és Peru területén honos. A természetes élőhelye szubtrópusi és trópusi síkvidéki esőerdő, mocsári erdők és cserjések.

## Megjelenése
Testhossza 16-17 centiméter, testtömege 28-33 gramm.

## Külső hivatkozás
- Képek az interneten a fajról
- Xeno-canto.org